# Дженнингс, Эдвард
Эдвард Фрэнсис «Эд» Дженнингс (англ. Edward Francis "Ed" Jennings; 9 апреля 1898, Филадельфия, Пенсильвания — 9 февраля 1975, Сан-Диего, Калифорния) — американский гребной рулевой, выступавший за сборную США по академической гребле в 1920-х и 1930-х годах. Чемпион летних Олимпийских игр в Лос-Анджелесе, бронзовый призёр Олимпийских игр в Париже.

## Биография
Эдвард Дженнингс родился 9 апреля 1898 года в городе Филадельфия, штат Пенсильвания.
Занимался академической греблей в местном филадельфийском клубе Pennsylvania Barge Club. В качестве рулевого неоднократно принимал участие в регатах национального значения.
Первого серьёзного успеха в гребле на международном уровне добился в сезоне 1924 года, когда вошёл в основной состав американской национальной сборной и благодаря череде удачных выступлений удостоился права защищать честь страны на летних Олимпийских играх в Париже. В распашных двойках совместно с Леоном Батлером и Гарольдом Уилсоном пришёл к финишу третьим позади экипажей из Швейцарии и Италии, став таким образом бронзовым олимпийским призёром.
В 1932 году на домашних Олимпийских играх в Лос-Анджелесе стартовал в зачёте распашных рулевых двоек вместе с Чарльзом Киффером и Джозефом Шауэрсом, при этом в данной дисциплине принимали участие только четыре экипажа, и соревнования прошли в один заезд. Дженнингс обошёл всех своих соперников, в том числе более чем на пять секунд опередил ближайших преследователей из Польши, и тем самым завоевал золотую олимпийскую медаль. Бронзовую медаль выиграл пришедший третьим экипаж из Франции, тогда как четвёртое место заняла команда Бразилии.
После лос-анджелесской Олимпиады Эдвард Дженнингс больше не показывал сколько-нибудь значимых результатов в академической гребле на международной арене.
Умер 9 февраля 1975 года в Сан-Диего, штат Калифорния, в возрасте 76 лет.